# Біганське комплексне алуніт-барит-поліметалічне родовище
Біганське комплексне алуніт-барит-поліметалічне родовище є єдиним в Україні і знаходиться в Берегівському районі Закарпатської області. Родовище комплексне: барито-золото-свинцево-цинкове. Найперспективнішими об'єктами вважаються Біганьське комплексне алуніт-барит-поліметалічне родовище в Закарпатті та Біляївське у Харківській області.
Рудні тіла залягають у вигляді жил, нахилених під кутом 70-80° на захід. Від поверхні до глибини 130—200 м залягають баритові руди, нижче до глибини 400—500 м — свинцево-цинкові, з глибини 350—600 м — золоті руди. Баритові руди до глибини 40-80 м залягають вище рівня підземних вод, глибше — родовище обводнене.
Потужність баритових рудних тіл від 1 до 23 м, середня 6,1 м.
Баритові руди розвідані детально: вище рівня підземних вод — штольнями, нижче — свердловинами. Загальні промислові запаси складають 4,2 млн тонн руди, з яких 1,9 млн тонн затверджені Державною Комісією Запасів. Перспективні ресурси складають ще біля 2 млн.тонн руди. Середній вміст бариту в рудах 35,9 %. Руди потребують збагачення і легко збагачуються з отриманням концентрату потрібного сорту. При гравітаційному методі збагачення вміст сірчано-кислого барію в концентраті складає 80 — 92 %.
У межах Біганьського родовища нараховано 381,1 тис. тонн цинку та 120,2 тис. тонн свинцю. Розроблено технологічну схему збагачення. Встановлено золотоносність поліметалічних руд.
У межах Біляївського родовища виділено рудний блок з неглибоким (до 500 метрів) заляганням руд для можливої першочергової розробки.
У межах цього блока попередньо розвідано запаси категорії C2, що становлять 618 тис. тонн цинку та 265 тис. тонн свинцю.
Планується поетапна, послідовна розробка родовища: в першу чергу баритових руд надводної частини родовища, після — баритових руд обводненої частини родовища, свинцево-цинкових і золотих руд.
Рентабельність першої черги виробництва очікується на рівні 24,8 %. На околиці с. Ільниця Іршавського району знаходиться родовище високо
якісних бентонітів. Розвідну та дослідно-промислову експлуатацію родовища проводить ТОВ «Лігніт» за власні кошти. Геологічне забезпечення робіт здійснює Закарпатська експедиція на договірних засадах.
Наявність бариту і бентонітових глин дозволить організувати виготовлення в Закарпатті важких бурових розчинів для буріння свердловини на нафту і газ.